# Russisch-Polnischer Krieg 1632–1634
Der Russisch-Polnische Krieg 1632–1634, auch Smolensker Krieg genannt, war ein Konflikt zwischen Polen-Litauen und dem Zarentum Russland. Nachdem sich Russland zu einem gewissen Grad von der Zeit der Wirren erholt hatte, nutzte der russische Zar Michael I. das in Polen durch den Tod von König Sigismund III. Wasa entstandene Machtvakuum zu dem Versuch, unter Bruch des Waffenstillstands von Deulino die an Polen-Litauen gefallenen Gebiete, vorrangig die Festung Smolensk, zurückzuerobern. Smolensk war nach dem Polnisch–Russischen Krieg 1609–1618 an den Nachbarstaat gefallen und blieb im Verlauf des 15. bis 17. Jahrhunderts stets ein Zankapfel zwischen Polen-Litauen und dem Russischen Reich.

## Der Verlauf
Eine gut vorbereitete russische Armee von bis zu 35.000 Mann, mit dem Wojewoden Michail Schein an der Spitze, erreichte Smolensk im Oktober 1632 und begann sofort mit der Belagerung der Grenzfestung. Die Stadt hielt sich, unter der Führung des Wojewoden Aleksander Korwin Gosiewski und der Unterstützung von Fürst Krzysztof Radziwiłł, des Feldhetmans von Litauen, dem es sogar gelang den russischen Belagerungsring zweimal zu überwinden und die polnische Garnison, bis zum Eintreffen des Entsatzheeres unter König Władysław IV. Wasa, mit dringend benötigten Mitteln zu versorgen, bis ins nächste Jahr hinein. Die polnische Streitmacht, angeführt durch den König persönlich, kam in der Nähe von Smolensk am 4. September 1633 an und unternahm unmittelbar darauf Schritte gegen die Belagerer.
In einer Serie von heftigen Kämpfen zwangen die Polen die Russen, zuerst ihre Belagerung von Smolensk bis zum 3. Oktober vollständig aufzugeben, um sie dann schließlich bis zum Ende des Monats einzukreisen und selbst zu belagern. Die belagerten Russen warteten nun ihrerseits auf ein Entsatzheer, das aber nie ankam. Hinzu kamen die Plünderungszüge der Krimtataren unter ihrem Khan Canibek Giray, die die südlichen Teile Russlands in den Jahren 1632–1634 verwüsteten und sie sogar bis fast in die Vororte Moskaus brachten. Das Jahr 1633 war für die russische Landbevölkerung besonders verheerend. Dies führte zusätzlich zur militärischen Schwächung der russischen Seite, da Scheins Soldaten, die aus den von den Tataren verwüsteten Gebieten kamen, aus Sorge um ihre Vermögen und Familien, Fahnenflucht begingen. Die russischen Kommandeure stritten sich um die richtige Strategie und fanden keinen gemeinsamen Nenner gegen die Polen. Schließlich streckten die Russen am 25. Februar 1634 ihre Waffen.

## Die Folgen
Der Krieg endete im Vertrag von Polanów („Ewiger Friede“). Der Friedensvertrag bestätigte den Vorkriegsstatus, außer kleinen Grenzkorrekturen im Osten zu Gunsten der russischen Seite, unter anderem fielen die Städte Serpejsk und Trubtschewsk an den Zaren (Trubtschewsk allerdings erst 10 Jahre später). Der polnische König plante 1644 einen Krieg gegen das Osmanische Reich und wollte im Osten den Zaren mit einem Geschenk „ruhigstellen“, auch dann, als die lokalen Würdenträger Widerstand gegen dieses königliche Vorhaben leisteten – allerdings zwecklos. Daneben verpflichtete sich Russland, Polen eine Kriegsentschädigung in Höhe von 20.000 Rubeln in Gold zu zahlen, während König Władysław IV. seinen formellen Anspruch auf den russischen Thron fallen ließ.